# Peter Schüren
Peter Schüren (* 1953) ist ein deutscher Rechtswissenschaftler und emeritierter Hochschullehrer der Westfälischen Wilhelms-Universität Münster.

## Leben und Wirken
Schüren studierte ab 1974 Rechtswissenschaften und Politik an der Universität Freiburg. Dort legte er 1978 sein Erstes Juristisches Staatsexamen ab; nach dem anschließenden Referendariat folgte 1981 auch das Zweite Staatsexamen. Anschließend war er als wissenschaftlicher Mitarbeiter am Institut für Arbeitsrecht an der Universität Freiburg bei Manfred Löwisch tätig. Nach einem Forschungsaufenthalt an der University of California, Berkeley wurde Schüren 1982 von der Universität Freiburg mit einer arbeitsrechtlichen Schrift über Job Sharing zum Dr. iur. promoviert. In der Folge arbeitete er dort am Institut für Arbeitsrecht als Hochschulassistent. Unterbrochen wurde diese Tätigkeit 1984 nur durch eine befristete Angestelltentätigkeit in der Arbeitsrechtsabteilung der Robert Bosch GmbH. 1988 habilitierte Schüren sich mit der 1990 veröffentlichten Schrift „Legitimation der tariflichen Normsetzung“ nach einem Forschungsaufenthalt an der University of Michigan Law School und erhielt die Venia legendi für die Fächer Bürgerliches Recht, Arbeitsrecht, Sozialrecht und Rechtsvergleichung.
Es folgten Lehrstuhlvertretungen an den Universitäten Bayreuth, Köln und Münster. 1989 wurde er zum Professor an der Universität Münster ernannt und hatte seitdem bis zu seiner Emeritierung dort den Lehrstuhl für Bürgerliches Recht und Arbeitsrecht inne. Außerdem war er geschäftsführender Direktor des Instituts für Arbeit-, Sozial- und Wirtschaftsrechts (Abteilung I) an der Universität Münster. Von 1998 bis 2000 war er Dekan der Münsteraner rechtswissenschaftlichen Fakultät. Zum 1. März 2022 wurde Schüren emeritiert.
Sein Forschungsschwerpunkt liegt im Arbeitsrecht. Hier widmet er sich wiederum vor allem Fragen des Fremdpersonaleinsatzes, der bedarfsorientierten Arbeitszeitformen sowie Strukturfragen kollektiver Interessenvertretung. Er ist  unter anderem Mitherausgeber der Schriftenreihe Studien zum deutschen und europäischen Arbeitsrecht und Herausgeber und Mitverfasser eines Kommentars zum Arbeitnehmerüberlassungsgesetz.

## Veröffentlichungen (Auswahl)
- Job-Sharing. Arbeitsrechtliche Gestaltung unter Berücksichtigung amerikanischer Erfahrungen, 1983, ISBN 3-8005-6845-4 (zugl. Diss. Univ. Freiburg)
- (als Herausgeber): Arbeitnehmerüberlassungsgesetz. Kommentar, 1994, ISBN 3-406-38002-6; 5. Aufl. 2018, ISBN 978-3-406-63895-4